# Зі зневірою в особі (фільм)
«З зневірою в особі» (англ. Blue in the Face) — американський кінофільм режисера Пола Остера та Вейна Вана який вийшов на екрани в 1995 році.

## Сюжет
Оггі торгує тютюном на розі двох вулиць у Брукліні. У нього свої цікаві погляди на життя, і при нагоді він не проти пофілософствувати з відвідувачами. А через його магазин проходить безліч жителів міста, у кожного з яких своя унікальна життєва історія, що створює один зі шматочків в мозаїці великого міста.

## У ролях
| Актор              | Роль                      |
| ------------------ | ------------------------- |
| Гарві Кейтель      | Август "Оггі" Рен         |
| Віктор Арго        | Вінні                     |
| Кіт Девід          | Джекі Робінзон            |
| Джанкарло Еспозіто | Томмі Фінеллі             |
| Майкл Дж. Фокс     | Піт Мелоні                |
| Мел Горгем         | Вайолет                   |
| Розанна Барр       | Дот                       |
| Джаред Гарріс      | Джиммі Роуз               |
| Джим Джармуш       | Боб                       |
| Мадонна            | співаюча дівчина          |
| Лу Рід             | чоловік в дивних окулярах |
| Міра Сорвіно       | молода дівчина            |
| Лілі Томлін        | дівчина з вафлями         |
| RuPaul             | танцюрист                 |

## Знімальна група
- Режисер — Пол Остер, Вейн Ван
- Сценарист — Пол Остер, Вейн Ван
- Продюсер — Франсе Грейс, Грег Джонсон, Гарві Кейтель
- Оператор — Адам Голендер, Гарві Ван
- Композитор — Джон Лурі